# Michelau im Steigerwald
Michelau im Steigerwald è un comune tedesco di 1 137 abitanti, situato nel land della Baviera.